# Alavo centraltätort
Alavo centraltätort (finska: Alavuden keskustaajama) är en tätort (finska: taajama) och centralort i Alavo stad (kommun) i landskapet Södra Österbotten i Finland. Vid tätortsavgränsningen den 31 december 2021 hade Alavo centraltätort 4 044 invånare och omfattade en landareal av 12,73 kvadratkilometer.